# Paterson (film)
Paterson – amerykański dramat obyczajowy z 2016 w reżyserii Jima Jarmuscha. Film brał udział w konkursie głównym na Międzynarodowym Festiwalu Filmowym w Cannes. Zdobył przychylne recenzje krytyków, zyskując na stronie Rotten Tomatoes wynik 95% oraz średnią ocen 7,2 na Filmwebie.

## Fabuła
Kierowca autobusu prowadzi szczęśliwe życie u boku żony Laury, tworząc wiersze inspirowane zaobserwowanymi w pracy wydarzeniami. 

## Obsada
- Adam Driver jako Paterson
- Golshifteh Farahani jako Laura
- Barry Shabaka Henley jako Doc
- Method Man jako Method Man
- Chasten Harmon jako Marie
- William Jackson Harper jako Everret
- Masatoshi Nagase jako japoński poeta